# Энгель, Эрих
Эрих Густав Отто Энгель (нем. Erich Gustav Otto Engel; 14 февраля 1891, Гамбург — 10 мая 1966, Берлин) — немецкий режиссёр и театральный деятель, близкий друг Бертольта Брехта; один из крупнейших режиссёров Веймарской республики, Энгель был и одним из лучших интерпретаторов драматургии Брехта на немецкой сцене, как в довоенные, так и в послевоенные годы.

## Биография
Эрих Энгель окончил в 1910 году театральную школу Л. Меснера в Гамбурге; театральную карьеру начинал там же как актёр, затем служил в берлинском «Маленьком театре под липами». В 1917—1918 годах Энгель заведовал литературной частью гамбургского «Шаушпильхауза», в 1918 году в мюнхенском «Каммершпиле» дебютировал в качестве режиссёра. Известность принесли ему поставленные «Каммершпиле», где он работал до 1922 года, антимилитаристские пьесы экспрессионистов — Г. Кайзера и Э. Толлера.
В 1922—1924 годах Энгель был главным режиссёром мюнхенского Государственного театра, где поставил несколько шекспировских пьес: «Мера за меру», «Макбет», «Юлий Цезарь». Здесь же состоялось его знакомство с
Бертольтом Брехтом, — в 1923 году Энгель поставил в мюнхенском Резиденцтеатре его пьесу «В чаще городов».
В 1924 году Энгель окончательно поселился в Берлине, был постоянным режиссёром Немецкого театра, ставил спектакли на других столичных сценах. Наряду с Бертольтом Брехтом и Эрвином Пискатором Энгель стал практиком и теоретиком «эпического театра»; осуществлённую им в 1925 году в Берлине постановку шекспировского «Кориолана» Брехт назвал для эпического театра «решающе важной». Энгель был и одним из самых значительных сценических интерпретаторов драматургии Брехта, — в 1928 году сенсационный успех имела поставленная им в берлинском Театре на Шиффбауэрдамм «Трёхгрошовая опера». Леонгард Франк, чью пьесу «Карл и Анна» Энгель поставил годом позже, отозвался о нём как об «особенно чутком» режиссёре
После прихода нацистов к власти в 1933 году Энгель остался в Германии и продолжал работать в театре, но ставил исключительно классическую драматургию.
После окончания Второй мировой войны режиссёр в 1945—1947 годах был интендантом мюнхенского театра «Каммершпиле», с 1947-го работал на киностудии DEFA, а в 1948 году, после возвращения из эмиграции Брехта, принял участие в создании театра «Берлинер ансамбль», открывшегося в январе 1949 года спектаклем «Мамаша Кураж и её дети» по пьесе Брехта — совместной постановкой Энгеля и автора. В «Берлинер ансамбль» Энгель поставил ряд спектаклей, в том числе совместно с Брехтом «Господин Пунтила и его слуга Матти» (1949) и «Жизнь Галилея» — спектакль, удостоенный в 1957 году Национальной премии. После смерти Брехта в 1956 году Энгель в течение десяти лет был художественным руководителем театра (при интендантстве Елены Вайгель).
В 1930 году фильмом «Убийца Дмитрий Карамазов» Энгель дебютировал в качестве кинорежиссёра. Среди немногочисленных снятых им кинофильмов преобладают лёгкие комедии. Крупного успеха в области кино Энгель добился, сняв в 1949 году фильм «Дело Блюма».

## Творчество

### Театральные постановки
Театр «Каммершпиле», Мюнхен (1918—1922)
- «Газ I» Г. Кайзера
- «Газ II» Г. Кайзера
- «Перевоплощение» Э. Толлера
- «Морской бой» Геринга

Немецкий театр
- 1924 — «Смерть Дантона» Г. Бюхнера
- 1924 — «В чаще городов» Б. Брехта
- 1926 — «Убийство» В. Газенклевера
- 1927 — «Лилиан, или Жёлтая роза» Корнфельда

Театр на Шифбауэрдам
- 1928 — «Трёхгрошовая опера» Б. Брехта и К. Вайля
- 1929 — «Счастливый конец» Э. Гауптман (совместно с Б. Брехтом)

Берлинер ансамбль
- 1949 — «Мамаша Кураж и её дети» Б. Брехта (совместно с Б. Брехтом)
- 1949 — «Господин Пунтила и его слуга Матти» (совместно с Б. Брехтом)
- 1957 — «Жизнь Галилея» Б. Брехта (совместно с Б. Брехтом)
- 1960 — «Трёхгрошовая опера» Б. Брехта — К. Вайля. Художник Карл фон Аппен
- 1962 — «Швейк во Второй мировой войне» Б. Брехта

В других театрах
- 1923 — «В чаще городов» Б. Брехта. Художник Каспар Неер — Резиденцтеатр, Мюнхен
- 1925 — «Кориолан» У. Шекспира — «Лессинг-театр», Берлин
- 1928 — «Человек есть человек» Б. Брехта. Художник Каспар Неер — «Фолькобюне», Берлин
- 1929 — «Карл и Анна» Л. Франка — Государственный театр («Шаушпильхауз»), Берлин

### Фильмография
- 1922 — Мистерии одной парикмахерской / Mysterien eines Frisiersalons (Германия)
- 1930 — Убийца Дмитрий Карамазов / Der Mörder Dimitri Karamasoff (Германия)
- 1935 — Пигмалион / Pygmalion (Германия)
- 1939 — Отель «Захер» / Hotel Sacher
- 1940 — Наша фройляйн доктор / Unser Fräulein Doktor
- 1948 — Дело Блюма / Affaire Blum (Германия)
- 1949 — Бобровая шуба / Der Biberpelz (ГДР)
- 1958 — Эскадрилья «Летучая мышь» / Geschwader Fledermaus (ГДР)

## Образ в кино
- «Еврей Зюсс» (Германия, 2010), режиссёр Оскар Рёлер, в роли Энгеля — Рольф Цахер[нем.]

## Награды
- Национальная премия ГДР (1949, 1957) — за спектакли «Мамаша Кураж и её дети» и «Жизнь Галилея» в театре «Берлинер ансамбль»